# Пленник (фильм)
«Пленник» (исп. El cautivo) — предстоящий испано-итальянский исторический фильм режиссёра Алехандро Аменабара.

## Сюжет
Сюжет рассказывает о судьбе раненого солдата Мигеля де Сервантеса, попавшего в плен в Алжире в 1575 году, о его попытках бежать и развитии писательских навыков.

## В ролях
- Хулио Пенья[исп.]
- Алессандро Борги
- Мигель Реллан
- Фернандо Техеро
- Хосе Мануэль Пога
- Луис Кальехо
- Роберто Аламо
- Альберт Салазар
- Сесар Сарачу
- Луна Берроа

## Производство
Фильм «Пленник» — совместного испано-итальянского производства компаний MOD Producciones, Himenóptero, Misent Producciones и Propaganda Italia, при участии Netflix, RTVE и RAI Cinema и поддержке ICAA, Generalitat Valenciana и Eurimages. Бюджет фильма составил около 14 миллионов евро. Часть съёмок проходила в апреле 2024 года в замке Санта-Пола.
Премьера фильма в Испании запланирована на 2025 год, права на прокат принадлежат компании Buena Vista International. Международным кинопрокатом займётся компания Film Constellation.